# Янковиці (Великопольське воєводство)
Янковиці (пол. Jankowice) — село в Польщі, у гміні Тарново-Подґурне Познанського повіту Великопольського воєводства.
Населення — 532 особи (2011).
У 1975-1998 роках село належало до Познанського воєводства.

## Демографія
Демографічна структура станом на 31 березня 2011 року:
|          | Загалом | Допрацездатний вік | Працездатний вік | Постпрацездатний вік |
| -------- | ------- | ------------------ | ---------------- | -------------------- |
| Чоловіки | 270     | 54                 | 196              | 20                   |
| Жінки    | 262     | 58                 | 158              | 46                   |
| Разом    | 532     | 112                | 354              | 66                   |